# John Dankworth
John Phillip William Dankworth, (20 de septiembre de 1927 - 6 de febrero de 2010), conocido en sus inicios musicales como Johnny Dankworth, fue un compositor de jazz, saxofonista y clarinetista inglés.

## Biografía
John Phillip William Dankworth nació el 20 de septiembre de 1927 en Essex, en el sureste de Inglaterra (Reino Unido). A los 17 años obtuvo una plaza para estudiar en la Royal Academy of Music de Londres. En 1949 fue elegido «músico del año». Sus inicios musicales fueron como clarinetista pero más tarde se pasó al saxofón siguiendo los pasos del estadounidense Charlie Parker.
Se casó en 1958 con la cantante Cleo Laine, a la que había conocido ocho años antes durante unas audiciones. Fruto de este matrimonio nacieron Alec y Jacqui, que también son músicos de jazz.
Durante su dilatada carrera trabajó con numerosos músicos de jazz como Charlie Parker, Ella Fitzgerald, Nat King Cole, Benny Goodman, Herbie Hancock y Oscar Peterson. En 1959, comenzó una gira por Estados Unidos junto a su orquesta de jazz donde actuaron junto a Duke Ellington, que se convirtió en uno de sus mejores amigos.
Dankworth compuso numerosas bandas sonoras, para películas como Sábado noche, domingo mañana (1960) y Modesty Blaise (1966), y sintonías de series de televisión como Los vengadores.
Falleció el 6 de febrero de 2010 a los 82 años de edad en un hospital de Londres. La noticia de su muerte la hizo pública su esposa durante un concierto en el teatro del que eran propietarios en Buckinghamshire, acto con el que se celebraba el 40 aniversario de su adquisición del local.